# Vision de l'avenir
Vision de l'avenir (Future Sight) est une extension du jeu Magic : l'assemblée, sortie le 4 mai 2007 et composée de 180 nouvelles cartes.

## Concepteurs
| Nom du set                        | Vision de l'avenir (Future Sight)                                                     |
| Bloc                              | Set 3/3 du bloc Spirale Temporelle                                                    |
| Nombre de cartes                  | 180                                                                                   |
| Sortie                            | 4 mai 2007                                                                            |
| Évènements d'avant-première       | 21-22 avril 2007                                                                      |
| Preview sur magicthegathering.com | 9 avril 2007                                                                          |
| Équipe de désigne                 | Mark Rosewater (lead) Matt Cavotta Devin Low Mark Gottlieb Ryan Miller Zvi Mowshowitz |
| Équipe de développement           | Mike Turian (lead) Matt Cavotta Matt Place Brian Schneider                            |

## Liste des Cartes
| N°  | Couleur     | Nom                               | Coût (mana)                                                 | Type                  | Rareté  |
| --- | ----------- | --------------------------------- | ----------------------------------------------------------- | --------------------- | ------- |
| 001 | Blanc       | Ange du salut                     | Mana blanc · Mana blanc                                     | Créature              | Rare    |
| 002 | Blanc       | Augure il-vec                     | Mana blanc                                                  | Créature              | Commune |
| 003 | Blanc       | Gloire stérile                    | Mana blanc · Mana blanc                                     | Enchantement          | Rare    |
| 004 | Blanc       | Évasion chronomantique            | Mana blanc · Mana blanc                                     | Rituel                | Unco    |
| 005 | Blanc       | Poussière d'instants              | Mana blanc                                                  | Éphémère              | Unco    |
| 006 | Blanc       | Égalité des chances               | Mana blanc · Mana blanc                                     | Éphémère              | Unco    |
| 007 | Blanc       | Don de granit                     | Mana blanc                                                  | Enchantement          | Commune |
| 008 | Blanc       | Pacte d'intervention              |                                                             | Éphémère              | Rare    |
| 009 | Blanc       | Juger indigne                     | Mana blanc                                                  | Éphémère              | Commune |
| 010 | Blanc       | Chevalière de Sursi               | Mana blanc                                                  | Créature              | Commune |
| 011 | Blanc       | Auramanciens égarés               | Mana blanc · Mana blanc                                     | Créature              | Unco    |
| 012 | Blanc       | Mage de la douve                  | Mana blanc · Mana blanc                                     | Créature              | Rare    |
| 013 | Blanc       | Cri d'appel à l'ordre             | Mana blanc · Mana blanc                                     | Rituel                | Commune |
| 014 | Blanc       | Glissesel                         | Mana blanc                                                  | Créature              | Commune |
| 015 | Blanc       | Thuriféraire sanctive             | Mana blanc                                                  | Créature              | Commune |
| 016 | Blanc       | Avertissement de l'éclaireur      | Mana blanc                                                  | Éphémère              | Rare    |
| 017 | Blanc       | Esprit en-Dal                     | Mana blanc                                                  | Créature              | Unco    |
| 018 | Blanc       | Cérébrocenseur avemain            | Mana blanc                                                  | Créature              | Unco    |
| 019 | Blanc       | Scramasaxe de la Sixième bande    | Mana blanc                                                  | Créature              | Commune |
| 020 | Blanc       | Lié en silence                    | Mana blanc                                                  | Enchantement tribal   | Unco    |
| 021 | Blanc       | Diadème du point du jour          | Mana blanc · Mana blanc                                     | Enchantement          | Rare    |
| 022 | Blanc       | Vigie d'Orprairie                 | Mana blanc                                                  | Créature              | Unco    |
| 023 | Blanc       | Masque impérial                   | Mana blanc                                                  | Enchantement          | Rare    |
| 024 | Blanc       | Luminide transparente             | Mana blanc                                                  | Enchantement-créature | Commune |
| 025 | Blanc       | Champ de lumifilaments            | Mana blanc                                                  | Enchantement          | Commune |
| 026 | Blanc       | Slivoïde lymphatique              | Mana blanc                                                  | Créature              | Commune |
| 027 | Blanc       | Indolent brumeprairie             | Mana blanc                                                  | Créature              | Unco    |
| 028 | Blanc       | Oriss, vigile sanctive            | Mana blanc · Mana blanc                                     | Créature légendaire   | Rare    |
| 029 | Blanc       | Mépris selon le patricien         | Mana blanc                                                  | Éphémère              | Commune |
| 030 | Blanc       | Revivaliste ramosienne            | Mana blanc                                                  | Créature              | Unco    |
| 031 | Blanc       | Tigre de Seht                     | Mana blanc · Mana blanc                                     | Créature              | Rare    |
| 032 | Bleu        | Augure avemain                    | Mana bleu                                                   | Créature              | Commune |
| 033 | Bleu        | Semeuse de nuages                 | Mana bleu                                                   | Créature              | Unco    |
| 034 | Bleu        | Annélide cryptique                | Mana bleu                                                   | Créature              | Unco    |
| 035 | Bleu        | Retard                            | Mana bleu                                                   | Éphémère              | Unco    |
| 036 | Bleu        | Prévision                         | Mana bleu                                                   | Rituel                | Commune |
| 037 | Bleu        | Infiltrateur il-Kor               | Mana bleu                                                   | Créature              | Commune |
| 038 | Bleu        | Poings de plomb                   | Mana bleu                                                   | Enchantement          | Commune |
| 039 | Bleu        | Djinn du maelstrom                | Mana bleu                                                   | Créature              | Rare    |
| 040 | Bleu        | Mage de l'avenir                  | Mana bleu · Mana bleu · Mana bleu                           | Créature              | Rare    |
| 041 | Bleu        | Spéculation mystique              | Mana bleu                                                   | Rituel                | Unco    |
| 042 | Bleu        | Pacte de négation                 |                                                             | Éphémère              | Rare    |
| 043 | Bleu        | Réalité stroboscopique            | Mana bleu · Mana bleu                                       | Rituel                | Unco    |
| 044 | Bleu        | Prise de possession               | Mana bleu · Mana bleu                                       | Enchantement          | Rare    |
| 045 | Bleu        | Phlyctène au regard fixe          | Mana bleu                                                   | Créature              | Commune |
| 046 | Bleu        | Diffusion selon Venser            | Mana bleu                                                   | Éphémère              | Commune |
| 047 | Bleu        | Venser, forgeur savant            | Mana bleu · Mana bleu                                       | Créature légendaire   | Rare    |
| 048 | Bleu        | Ailes d'arcanum                   | Mana bleu                                                   | Enchantement          | Unco    |
| 049 | Bleu        | Phantasme aveugle                 | Mana bleu                                                   | Créature              | Commune |
| 050 | Bleu        | Avorton conjoint                  | Mana bleu                                                   | Créature              | Unco    |
| 051 | Bleu        | Linessa, mage du zéphyr           | Mana bleu                                                   | Créature légendaire   | Rare    |
| 052 | Bleu        | Nœud logique                      | Mana bleu · Mana bleu                                       | Éphémère              | Commune |
| 053 | Bleu        | Slivoïde mesmérien                | Mana bleu                                                   | Créature              | Commune |
| 054 | Bleu        | Narcoamibe                        | Mana bleu                                                   | Créature              | Unco    |
| 055 | Bleu        | Rien                              | Mana bleu                                                   | Éphémère              | Rare    |
| 056 | Bleu        | Myr sarcomite                     | Mana bleu                                                   | Créature-artefact     | Commune |
| 057 | Bleu        | Deuxième souffle                  | Mana bleu                                                   | Enchantement          | Unco    |
| 058 | Bleu        | Moelle de changeforme             | Mana bleu · Mana bleu                                       | Enchantement          | Rare    |
| 059 | Bleu        | Volute tisse-sort                 | Mana bleu · Mana bleu                                       | Enchantement          | Rare    |
| 060 | Bleu        | Tissage de mythe                  | Mana bleu                                                   | Éphémère              | Unco    |
| 061 | Bleu        | Æthermage vedalken                | Mana bleu                                                   | Créature              | Commune |
| 062 | Bleu        | Drakôn sangléchine                | Mana bleu · Mana bleu                                       | Créature              | Commune |
| 063 | Noir        | Augure des crânes                 | Mana noir                                                   | Créature              | Commune |
| 064 | Noir        | Surineuse il-Dal                  | Mana noir                                                   | Créature              | Commune |
| 065 | Noir        | Marche pourrissante               | Mana noir · Mana noir                                       | Rituel                | Unco    |
| 066 | Noir        | Descente ricanante                | Mana noir · Mana noir                                       | Rituel                | Rare    |
| 067 | Noir        | Péril de la tombe                 | Mana noir                                                   | Enchantement          | Commune |
| 068 | Noir        | Nappe de sanie                    | Mana noir                                                   | Rituel                | Commune |
| 069 | Noir        | Heures perdues                    | Mana noir                                                   | Rituel                | Commune |
| 070 | Noir        | Mage de l'abysse                  | Mana noir                                                   | Créature              | Rare    |
| 071 | Noir        | Murmures des mignons              | Mana noir · Mana noir                                       | Rituel                | Unco    |
| 072 | Noir        | Nihilithe                         | Mana noir · Mana noir                                       | Créature              | Rare    |
| 073 | Noir        | Couronne de l'oubli               | Mana noir                                                   | Enchantement          | Commune |
| 074 | Noir        | Venin stagnant                    | Mana noir                                                   | Enchantement          | Unco    |
| 075 | Noir        | Cyclope putride                   | Mana noir                                                   | Créature              | Commune |
| 076 | Noir        | Spectre de Shimia                 | Mana noir                                                   | Créature              | Rare    |
| 077 | Noir        | Exhumateur du contrefort de Skirk | Mana noir                                                   | Créature              | Unco    |
| 078 | Noir        | Pacte de tuerie                   |                                                             | Éphémère              | Rare    |
| 079 | Noir        | Rats de la forteresse             | Mana noir                                                   | Créature              | Unco    |
| 080 | Noir        | Amer calvaire                     | Mana noir                                                   | Rituel                | Rare    |
| 081 | Noir        | Pont des enfers                   | Mana noir · Mana noir · Mana noir                           | Enchantement          | Rare    |
| 082 | Noir        | Râle                              | Mana noir                                                   | Éphémère              | Commune |
| 083 | Noir        | Diablotin troglodyte              | Mana noir                                                   | Créature              | Commune |
| 084 | Noir        | Tordeur de chair                  | Mana noir · Mana noir                                       | Créature              | Unco    |
| 085 | Noir        | Slivoïde frénétique               | Mana noir                                                   | Créature              | Commune |
| 086 | Noir        | Racleur de tombe                  | Mana noir                                                   | Créature              | Commune |
| 087 | Noir        | Korlash, héritier de Lamenoire    | Mana noir · Mana noir                                       | Créature légendaire   | Rare    |
| 088 | Noir        | Foule de goules                   | Mana noir · Mana noir                                       | Créature              | Commune |
| 089 | Noir        | Initiation du Culte du serpent    | Mana noir                                                   | Enchantement          | Unco    |
| 090 | Noir        | Apparition des rues               | Mana noir · Mana noir                                       | Créature              | Unco    |
| 091 | Noir        | Pisteur des tombes                | Mana noir · Mana noir                                       | Créature              | Rare    |
| 092 | Noir        | Brume de l'envoûteuse             | Mana noir                                                   | Enchantement          | Unco    |
| 093 | Noir        | Gardien de prison yixlide         | Mana noir                                                   | Créature              | Unco    |
| 094 | Rouge       | Lame d'arc                        | Mana rouge · Mana rouge                                     | Rituel                | Unco    |
| 095 | Rouge       | Lancier du Bogardân               | Mana rouge                                                  | Créature              | Commune |
| 096 | Rouge       | Grondeur de charbon               | Mana rouge · Mana rouge                                     | Créature              | Unco    |
| 097 | Rouge       | Augure de Folbraise               | Mana rouge                                                  | Créature              | Commune |
| 098 | Rouge       | Attraction fatale                 | Mana rouge                                                  | Éphémère              | Commune |
| 099 | Rouge       | Pillards gathans                  | Mana rouge · Mana rouge                                     | Créature              | Commune |
| 100 | Rouge       | Brume de rage                     | Mana rouge                                                  | Rituel                | Unco    |
| 101 | Rouge       | Mage de la lune                   | Mana rouge                                                  | Créature              | Rare    |
| 102 | Rouge       | Désastre en fusion                | Mana rouge · Mana rouge                                     |                       | Rare    |
| 103 | Rouge       | Pacte du titan                    |                                                             | Éphémère              | Rare    |
| 104 | Rouge       | Percée du pyromancien             | Mana rouge                                                  | Enchantement          | Rare    |
| 105 | Rouge       | Crible d'éclairs                  | Mana rouge · Mana rouge                                     | Éphémère              | Commune |
| 106 | Rouge       | Élémental des failles             | Mana rouge                                                  | Créature              | Commune |
| 107 | Rouge       | Plaie des Hauts de Kher           | Mana rouge · Mana rouge                                     | Créature              | Rare    |
| 108 | Rouge       | Mage des sables shivân            | Mana rouge · Mana rouge                                     | Créature              | Unco    |
| 109 | Rouge       | Cracheur d'étincelles             | Mana rouge                                                  | Créature              | Unco    |
| 110 | Rouge       | Stagiaire sanguin                 | Mana rouge                                                  | Créature              | Unco    |
| 111 | Rouge       | Intimidateur boldwyrien           | Mana rouge · Mana rouge                                     | Créature              | Unco    |
| 112 | Rouge       | Emblème de l'Esprit de guerre     | Mana rouge                                                  | Enchantement          | Unco    |
| 113 | Rouge       | Étreinte de fluipierre            | Mana rouge                                                  | Enchantement          | Commune |
| 114 | Rouge       | Nomade fomori                     | Mana rouge                                                  | Créature              | Commune |
| 115 | Incolore    | Ectofeu                           | Mana rouge                                                  | Éphémère              | Commune |
| 116 | Rouge       | Ignus grimaçant                   | Mana rouge                                                  | Créature              | Commune |
| 117 | Rouge       | Suppôt fielleux d'Ukor            | Mana rouge                                                  | Créature              | Commune |
| 118 | Rouge       | Slivoïde chercheur                | Mana rouge                                                  | Créature              | Commune |
| 119 | Rouge       | Schah de l'Île de Naâr            | Mana rouge                                                  | Créature              | Rare    |
| 120 | Rouge       | Ondulateur skizzik                | Mana rouge · Mana rouge                                     | Créature              | Unco    |
| 121 | Rouge       | Patron fouaillevapeur             | Mana rouge                                                  | Créature              | Rare    |
| 122 | Rouge       | Entité d'orage                    | Mana rouge                                                  | Créature              | Unco    |
| 123 | Rouge       | Tarox Ailelame                    | Mana rouge · Mana rouge · Mana rouge                        | Créature légendaire   | Rare    |
| 124 | Rouge       | Charge de lame-foudre             | Mana rouge · Mana rouge                                     | Rituel                | Rare    |
| 125 | Vert        | Évolution cyclique                | Mana vert · Mana vert                                       | Rituel                | Unco    |
| 126 | Vert        | Force de sauvagerie               | Mana vert                                                   | Créature              | Rare    |
| 127 | Vert        | Conteur de Boiscœur               | Mana vert · Mana vert                                       | Créature              | Rare    |
| 128 | Vert        | Primarque kavru                   | Mana vert                                                   | Créature              | Commune |
| 129 | Vert        | Augure de Llanowar                | Mana vert                                                   | Créature              | Commune |
| 130 | Vert        | Empathe de Llanowar               | Mana vert                                                   | Créature              | Commune |
| 131 | Vert        | Mentor de Llanowar                | Mana vert                                                   | Créature              | Unco    |
| 132 | Vert        | Mage du vignoble                  | Mana vert                                                   | Créature              | Rare    |
| 133 | Vert        | Blindage pétrifié                 | Mana vert                                                   | Enchantement          | Commune |
| 134 | Vert        | Lent délabrement                  | Mana vert                                                   | Enchantement          | Commune |
| 135 | Vert        | Guivre des failles dévastatrice   | Mana vert · Mana vert                                       | Créature              | Unco    |
| 136 | Vert        | Nettoyeur de failles              | Mana vert                                                   | Créature              | Unco    |
| 137 | Vert        | Sacres de l'abondance             | Mana vert                                                   | Enchantement          | Rare    |
| 138 | Vert        | Essaim de bourgeons               | Mana vert                                                   | Éphémère              | Commune |
| 139 | Vert        | Pacte de l'invocateur             |                                                             | Éphémère              | Rare    |
| 140 | Vert        | Mycon d'utopie                    | Mana vert                                                   | Créature              | Unco    |
| 141 | Vert        | Enveloppe de vigueur              | Mana vert                                                   | Éphémère              | Commune |
| 142 | Vert        | Barou, la Poigne de la Krosia     | Mana vert · Mana vert                                       | Créature légendaire   | Rare    |
| 143 | Vert        | Déchiffre-augure centaure         | Mana vert                                                   | Créature neigeuse     | Unco    |
| 144 | Vert        | La fin de l'automne               | Mana vert                                                   | Rituel                | Commune |
| 145 | Vert        | Impériosaure                      | Mana vert · Mana vert                                       | Créature              | Unco    |
| 146 | Vert        | Pétroglyphes de Muraganda         | Mana vert                                                   | Enchantement          | Rare    |
| 147 | Vert        | Bande guerrière nacatl            | Mana vert · Mana vert · Mana vert                           | Créature              | Unco    |
| 148 | Vert        | Coursier nessian                  | Mana vert                                                   | Créature              | Commune |
| 149 | Vert        | Festin phosphorescent             | Mana vert · Mana vert · Mana vert                           | Rituel                | Unco    |
| 150 | Vert        | Quaignoss                         | Mana vert                                                   | Créature              | Rare    |
| 151 | Vert        | Orphe sortvage                    | Mana vert                                                   | Créature              | Unco    |
| 152 | Vert        | Sporoloss ancien                  | Mana vert · Mana vert                                       | Créature              | Commune |
| 153 | Vert        | Tarmogoyf                         | Mana vert                                                   | Créature              | Rare    |
| 154 | Vert        | Archer de Sylvépine               | Mana vert                                                   | Créature              | Commune |
| 155 | Vert        | Slivoïde virulent                 | Mana vert                                                   | Créature              | Commune |
| 156 | Multicolore | Souhait scintillant               | Mana vert · Mana blanc                                      | Rituel                | Rare    |
| 157 | Multicolore | Djoïra des Guitûks                | Mana bleu · Mana rouge                                      | Créature légendaire   | Rare    |
| 158 | Multicolore | Légion de slivoïdes               | Mana blanc · Mana bleu · Mana noir · Mana rouge · Mana vert | Créature légendaire   | Rare    |
| 159 | Incolore    | Mémorial d'Akroma                 |                                                             | Artefact légendaire   | Rare    |
| 160 | Incolore    | Clef de nuage                     |                                                             | Artefact              | Rare    |
| 161 | Incolore    | Relique de la Coalition           |                                                             | Artefact              | Rare    |
| 162 | Incolore    | Épokrasite                        |                                                             | Artefact              | Rare    |
| 163 | Incolore    | Slivorfèvre                       |                                                             | Artefact              | Unco    |
| 164 | Incolore    | Golem entravâme                   |                                                             | Artefact              | Unco    |
| 165 | Incolore    | Épée des humbles                  |                                                             | Artefact              | Unco    |
| 166 | Incolore    | Amulette de voilepierre           |                                                             | Artefact              | Rare    |
| 167 | Incolore    | Garnison de sombracier            |                                                             | Artefact              | Rare    |
| 168 | Incolore    | Roue à aiguiser                   |                                                             | Artefact              | Rare    |
| 169 | -           | Margouillis du Marennois          | -                                                           | Terrain               | Unco    |
| 170 | -           | Mégalithes keldes                 | -                                                           | Terrain               | Unco    |
| 171 | -           | Llanowar revenue à la vie         | -                                                           | Terrain               | Unco    |
| 172 | -           | Nouvelle Bénalia                  | -                                                           | Terrain               | Unco    |
| 173 | -           | Ouest de Tolaria                  | -                                                           | Terrain               | Unco    |
| 174 | -           | Charmille dryade                  | -                                                           | Terrain               | Unco    |
| 175 | -           | Cairns sculptés                   | -                                                           | Terrain               | Rare    |
| 176 | -           | Bosquet des brûlesaules           | -                                                           | Terrain               | Rare    |
| 177 | -           | Canopée d'horizon                 | -                                                           | Terrain               | Rare    |
| 178 | -           | Labyrinthe du halo                | -                                                           | Terrain               | Rare    |
| 179 | -           | Rivière de larmes                 | -                                                           | Terrain               | Rare    |
| 180 | -           | Caverne zoécite                   | -                                                           | Terrain               | Unco    |